# Impasse Grimaud
L'impasse Grimaud est une voie située dans le quartier d'Amérique du 19e arrondissement de Paris en France.

## Situation et accès
Ne pas confondre avec la rue Maurice-Grimaud située dans le 18e arrondissement. L'impasse Grimaud débute au 24, rue d'Hautpoul et se termine en impasse, en dénivelée de plusieurs mètres séparant son extrémité de celle de la rue Blanche-Antoinette.

## Origine du nom

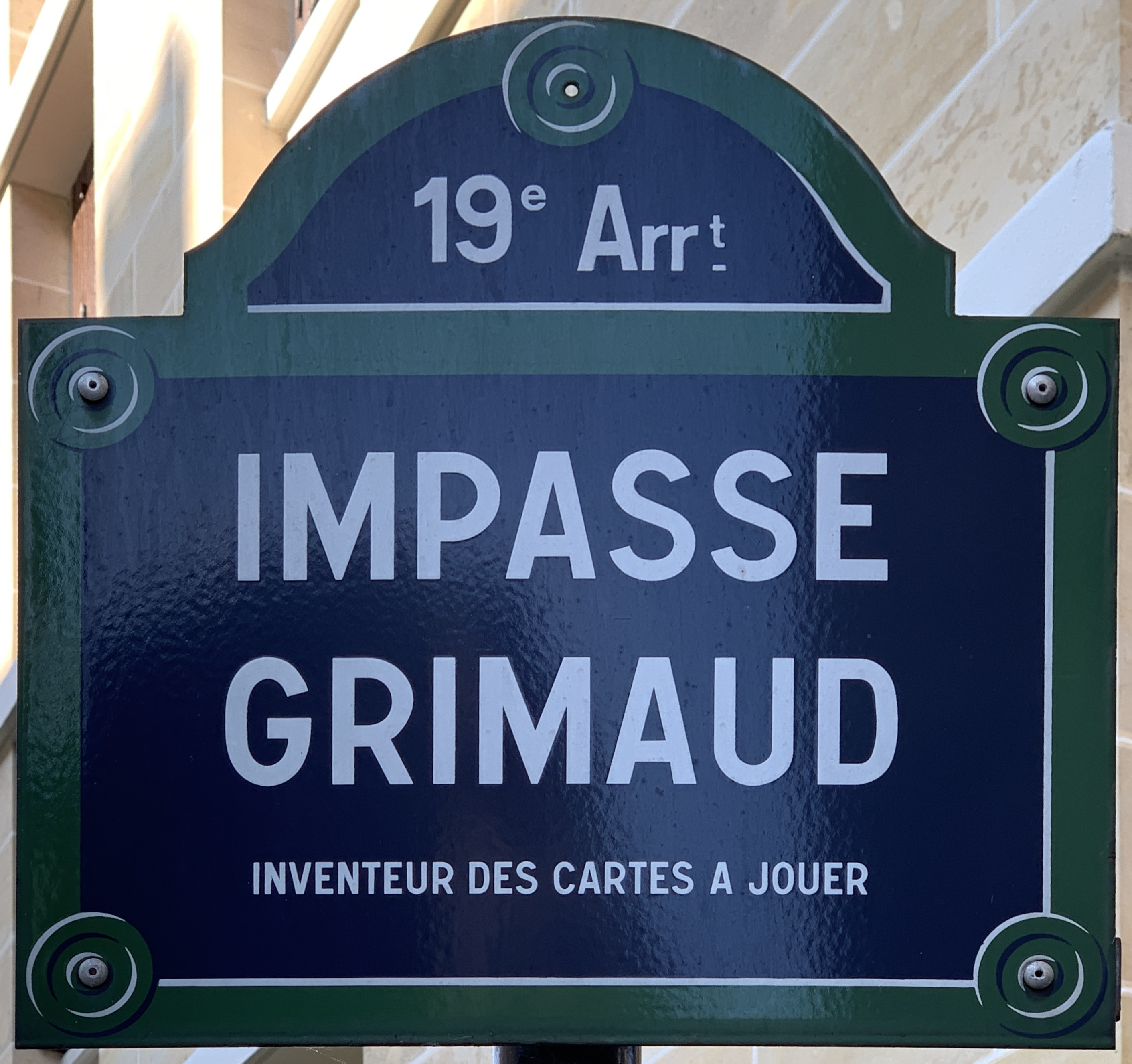
Plaque de l'impasse.

Elle porte le nom Baptiste-Paul Grimaud, fondateur de la fabrique Grimaud de cartes à jouer.

## Historique
Elle s'est appelée « impasse des Carrières » en raison de sa proximité avec des carrières de gypse.